# Brad Peyton
Brad Peyton (nacido el 27 de mayo de 1978) es un director de cine, escritor y productor nacido en Canadá, conocido por dirigir la película de acción del 2015, San Andreas.

## Biografía

### Vida y carrera
Peyton nació en Gander, Terranova y Labrador, Canadá. Se graduó del Canadian Film Centre. Primero ganó fama con un cortometraje y una comedia gótica titulada Evelyn: The Cutest Evil Dead Girl (2002). La película se mostró inicialmente a los compañeros de Peyton, quienes aplaudieron en señal de aprobación. El realizador Jeremy Podeswa sugirió que Peyton también debería mostrar la película a un abogado de la industria del cine en Nueva York. Esto permitió que la película se distribuyera entre la élite cinematográfica. Evelyn también apareció en el Festival Internacional de Cine de Toronto en 2002.
Luego creó y produjo la serie de televisión en plastilina What It's Like Alone , que fue recopilada por Canadian Broadcasting Corporation en 2006. Según se informa, uno de los mentores de Peyton es el actor estadounidense Tom Hanks . 
Tras el éxito de Alone , Peyton dirigió a Cats & Dogs: The Revenge of Kitty Galore en 2010. En 2012, dirigió la exitosa secuela de Journey to the Center of the Earth , titulada Journey 2: The Mysterious Island, que protagonizó Dwayne Johnson y recaudó $ 325.9 millones. En 2015, Peyton dirigió la película de desastres San Andreas , que también protagonizó Johnson, y la película de terror Incarnate .
Peyton ya ha firmado para dirigir la adaptación cinematográfica de Rampage, así como la secuela de San Andrés; ambos protagonizarán a Dwayne Johnson, marcando su colaboración por tercera y cuarta vez, respectivamente. En junio de 2016, se confirmó que se había registrado para dirigir la adaptación cinematográfica de Malignant Man, producida por James Wan. El 10 de febrero de 2017, se informó que Peyton dirigirá, escribirá y producirá la próxima película sobre desastres, Black Hole , que comenzará a producirse a principios de 2018. En marzo de 2017, se informó que Peyton dirigirá una adaptación cinematográfica de la serie de videojuegos Just Cause , con Jason Momoa a punto de protagonizar.

## Filmografía
| Año         | Título                                   | Director | Productor | Escritor | Notas                                        |
| ----------- | ---------------------------------------- | -------- | --------- | -------- | -------------------------------------------- |
| 2001        | Ted                                      | Sí       |           |          | Cortometraje                                 |
| 2001        | Full                                     | Sí       |           | Sí       | Cortometraje                                 |
| 2001        | Beyond the Fields                        | Sí       |           |          | Cortometraje                                 |
| 2002        | Evelyn: The Cutest Evil Dead Girl        | Sí       |           | Sí       | Cortometraje                                 |
| 2004        | Bad Luck                                 | Sí       |           | Sí       | Cortometraje                                 |
| 2004        | A Tale of Bad Luck                       | Sí       |           | Sí       | Cortometraje                                 |
| 2006        | What It's Like Being Alone               |          | Sí        |          | Creador, Productor ejecutivo, Serie          |
| 2009        | Suck                                     |          | Sí        |          | Productor ejecutivo                          |
| 2010        | Cats & Dogs: The Revenge of Kitty Galore | Sí       |           |          |                                              |
| 2012        | Journey 2: The Mysterious Island         | Sí       |           |          |                                              |
| 2013        | Republic of Doyle                        | Sí       |           |          | Director de 4 Episodios, Serie               |
| 2014 - 2015 | Dr. Dimensionpants                       |          | Sí        | Sí       | Creador, Productor ejecutivo, Serie Animada  |
| 2015        | Pirate's Passage                         |          | Sí        | Sí       | Película para televisión                     |
| 2015        | San Andreas                              | Sí       |           |          |                                              |
| 2016        | Incarnate                                | Sí       | Sí        |          | Productor ejecutivo                          |
| 2016 - 2018 | Frontier                                 | Sí       | Sí        |          | Director de 3 Episodios, Productor ejecutivo |
| 2018        | Rampage                                  | Sí       | Sí        |          |                                              |

## Premios

### Genie Awards
| Año  | Categoría                    | Película                          | Resultado |
| ---- | ---------------------------- | --------------------------------- | --------- |
| 2003 | Best Live Action Short Drama | Evelyn: The Cutest Evil Dead Girl | Nominado  |

### Canadian Screen Awards
| Año  | Categoría                           | Película | Resultado |
| ---- | ----------------------------------- | -------- | --------- |
| 2017 | Best Direction in a Dramatic Series | Frontier | Nominado  |